# Lista de bairros e divisões de Caucaia
A cidade de Caucaia, segundo município mais populoso do Ceará e parte integrante da Região Metropolitana de Fortaleza (RMF), atualmente está dividida em 87 bairros e em oito distritos (Sede, Bom Princípio, Catuana, Guararu, Jurema, Mirambé, Sítios Novos e Tucunduba).

## Histórico
Em 1759, Caucaia é elevado à categoria de Vila com a denominação de Vila Nova de Soure, desmembrado da vila de Fortaleza. No dia 06 de maio de 1833, por meio de Resolução do Conselho Provincial, a vila é extinta, sendo restaurada novamente em 13 de dezembro do mesmo ano.
A vila é novamente extinta por meio da Lei Provincial n.º 2, de 13 de maio de 1835. Nos anos seguintes são criados os distritos de Umari, por meio do Ato Provincial de 19 de junho de 1860, Tucunduba, por meio da Lei Provincial n.º 1.270 de 22 de dezembro de 1863, ambos anexados à vila Nova de Soure, e o Distrito de Soure, criado pela Lei Provincial n.º 1.361, de 05 de novembro de 1870.
Por meio da Lei n.º 1.772, de 23 de novembro de 1878, a vila é restaurada, e, quase duas décadas depois, é extinta pela terceira vez pela Lei Estadual n.º 501, de 31 de outubro de 1898.  A vila é restaurada em definitivo pela Lei n.º 726, de 20 de agosto de 1903, com a denominação de Soure.
Nas primeiras décadas do século XX são criados os distritos de Sítios Novos (Ato Estadual de 14 de março de 1904) e Cauípe (Lei Estadual n.º 1.156, de 04 de dezembro de 1933). Já em 1938, por meio do Decreto Estadual n.º 448, de 20 de dezembro daquele ano, o distrito de Umari passou a denominar-se Umarituba. Sob o mesmo Decreto o distrito de Umarituba passa a pertencer ao novo município de São Gonçalo.
No dia 30 de dezembro de 1943, por meio do Decreto-lei Estadual nº 1.114, o município de Soure passou a denominar-se Caucaia, Taquara a denominar-se Mirambé e o distrito de Primavera a denominar-se Guararu. Dessa forma, o munícipio terminava a década de 1940 constituído de 6 distritos, segundo divisão territorial datada de 1º de julho de 1950: Caucaia (ex-Soure), Cauípe, Guararu (ex-Primavera), Mirambé (ex-Taquara), Sítios Novos e Tucunduba.
Em 1951, em decorrência da Lei Estadual n.º 1.153, de 22 de novembro de 1951, é criado o distrito de Catuana com terras do distrito de Sítios Novos. Sob a mesma lei é extinto o distrito de Cauípe, sendo seu território anexado ao distrito de Sítios Novos. Esse último seria desmembrado do município de Caucaia por meio da Lei Estadual n.º 6.750, de 05 novembro de 1963, elevado à categoria de município. O novo município seria extinto e reincorporado como distrito de Caucaia poucos anos depois, ainda na década de 1960.
Durante a década de 1990 são criados os distritos de Bom Princípio (Lei Municipal n.º 555, de 06 de abril de 1991) e Jurema (Lei Municipal n.º 549, de 05 março de 1990), chegando a atual divisão territorial de Caucaia.
Em 10 de setembro de 2009, via Lei Municipal nº 2.057, foram criados e delimitados os primeiros bairros de Caucaia, distribuídos da seguinte forma: quarenta e cinco bairros no distrito Sede, dez bairro no distrito Jurema e um bairro no distrito Guararu, totalizando cinquenta e seis bairros. Muitos dos novos bairros já eram reconhecidos informalmente a anos, mas com o novo decreto passaram a ser oficiais, com limites estabelecidos por lei. A criação dos novos bairros tinha como objetivo melhorar a administração do território e permitir uma melhor gestão municipal.
Por meio da Lei Municipal nº 3.571, de 20 de março de 2023, foram criados cinco novos bairros: Cauípe, Pitombeira, Coité, Mixira e Matões.
Poucos meses depois, no final daquele mesmo ano, a Prefeitura de Caucaia realizou significativas mudanças no mapa urbano do município. Por meio da Lei Municipal nº 3.688, de 14 de dezembro de 2023, foi feita a criação de vinte e seis novos bairros, bem como alteração do perímetro de nove bairros já existentes. A nova lei buscava uma melhor organização territorial, adequando a expansão da cidade às demandas populares crescentes. Com a iniciativa, visava-se a otimização da prestação de serviços públicos, a distribuição de recursos e o desenvolvimento urbano de forma equitativa. Além disso, argumentava a gestão municipal, a criação dos novos bairros tinha como outro objetivo promover uma maior autonomia administrativa em diversas regiões da cidade, possibilitando uma gestão mais próxima das demandas locais e um desenvolvimento mais ordenado.
Foram criados os bairros: Angico; Anil; Araticuba; Bom Tempo; Boqueirão da Arara; Boqueirãozinho; Camará; Carrapicho; Catuana; Cauípe 2; Córrego do Alexandre; Guararu; Industrial; Jacurutu; Japuara; Junco; Mangabeira; Pau Branco; Porteiras; Primavera; Riachão; Santa Edwiges; Santa Rosa; São Bento; São Pedro e Tabuleiro Grande.
Dentre os bairros afetados pelas alterações no perímetro, destacam-se aqueles que experimentaram modificações na delimitação de suas áreas, buscando um alinhamento mais preciso com as características geográficas e populacionais. Entre os nove bairros com perímetro alterado estão: Araturi; Arianópoles; Campo Grande; Genipabú; Lagoa dos Porcos; Marechal Rondon; Nova Metrópole; Toco e Urucutuba.

## Bairros
Segue a lista de bairros de Caucaia. Estes estão organizados por distritos em ordem alfabética. 
| Distrito     | Bairros                | População em 2022* | Criação                                                        | Observações                                                             |
| ------------ | ---------------------- | ------------------ | -------------------------------------------------------------- | ----------------------------------------------------------------------- |
| Catuana      | Angico                 |                    | Criado pela Lei Municipal nº 3.688, de 14 de dezembro de 2023. |                                                                         |
| Catuana      | Catuana                |                    | Criado pela Lei Municipal nº 3.688, de 14 de dezembro de 2023. |                                                                         |
| Catuana      | Cauípe                 |                    | Criado pela Lei Municipal nº 3.571, de 20 de março de 2023.    |                                                                         |
| Catuana      | Cauípe 2               |                    | Criado pela Lei Municipal nº 3.688, de 14 de dezembro de 2023. |                                                                         |
| Catuana      | Coité                  |                    | Criado pela Lei Municipal nº 3.571, de 20 de março de 2023.    |                                                                         |
| Catuana      | Industrial             |                    | Criado pela Lei Municipal nº 3.688, de 14 de dezembro de 2023. |                                                                         |
| Catuana      | Matões                 |                    | Criado pela Lei Municipal nº 3.571, de 20 de março de 2023.    |                                                                         |
| Catuana      | Mixira                 |                    | Criado pela Lei Municipal nº 3.571, de 20 de março de 2023.    |                                                                         |
| Catuana      | Pitombeira             |                    | Criado pela Lei Municipal nº 3.571, de 20 de março de 2023.    |                                                                         |
| Guararu      | Caraúbas               |                    | Criado pela Lei Municipal nº 2.057, de 10 de setembro de 2009. |                                                                         |
| Guararu      | Bom Tempo              |                    | Criado pela Lei Municipal nº 3.688, de 14 de dezembro de 2023. |                                                                         |
| Guararu      | Guararu                |                    | Criado pela Lei Municipal nº 3.688, de 14 de dezembro de 2023. |                                                                         |
| Guararu      | Jacurutu               |                    | Criado pela Lei Municipal nº 3.688, de 14 de dezembro de 2023. |                                                                         |
| Guararu      | Primavera              |                    | Criado pela Lei Municipal nº 3.688, de 14 de dezembro de 2023. |                                                                         |
| Guararu      | Santa Rosa             |                    | Criado pela Lei Municipal nº 3.688, de 14 de dezembro de 2023. |                                                                         |
| Guararu      | São Bento              |                    | Criado pela Lei Municipal nº 3.688, de 14 de dezembro de 2023. |                                                                         |
| Guararu      | São Pedro              |                    | Criado pela Lei Municipal nº 3.688, de 14 de dezembro de 2023. |                                                                         |
| Guararu      | Tabuleiro Grande       |                    | Criado pela Lei Municipal nº 3.688, de 14 de dezembro de 2023. |                                                                         |
| Jurema       | Araturi                | 29.750             | Criado pela Lei Municipal nº 2.057, de 10 de setembro de 2009. | Perímetro alterado pela Lei Municipal nº 3.688, 14 de dezembro de 2023. |
| Jurema       | Arianópolis            | 11.630             | Criado pela Lei Municipal nº 2.057, de 10 de setembro de 2009. | Perímetro alterado pela Lei Municipal nº 3.688, 14 de dezembro de 2023. |
| Jurema       | Nova Metrópole         | 19.301             | Criado pela Lei Municipal nº 2.057, de 10 de setembro de 2009. | Perímetro alterado pela Lei Municipal nº 3.688, 14 de dezembro de 2023. |
| Jurema       | Marechal Rondon        | 18.849             | Criado pela Lei Municipal nº 2.057, de 10 de setembro de 2009. | Perímetro alterado pela Lei Municipal nº 3.688, 14 de dezembro de 2023. |
| Jurema       | Parque Albano          | 12.248             | Criado pela Lei Municipal nº 2.057, de 10 de setembro de 2009. |                                                                         |
| Jurema       | Parque das Nações      | 3.538              | Criado pela Lei Municipal nº 2.057, de 10 de setembro de 2009. |                                                                         |
| Jurema       | Parque Guadalajara     | 11.687             | Criado pela Lei Municipal nº 2.057, de 10 de setembro de 2009. |                                                                         |
| Jurema       | Parque Potira          | 28.186             | Criado pela Lei Municipal nº 2.057, de 10 de setembro de 2009. |                                                                         |
| Jurema       | São Miguel             | 5.946              | Criado pela Lei Municipal nº 2.057, de 10 de setembro de 2009. |                                                                         |
| Jurema       | Tabapuá Brasília II    | 5.779              | Criado pela Lei Municipal nº 2.057, de 10 de setembro de 2009. |                                                                         |
| Sede         | Alto do Garrote        | 1.878              | Criado pela Lei Municipal nº 2.057, de 10 de setembro de 2009. |                                                                         |
| Sede         | Araticuba              |                    | Criado pela Lei Municipal nº 3.688, de 14 de dezembro de 2023. |                                                                         |
| Sede         | Açude                  | 2.752              | Criado pela Lei Municipal nº 2.057, de 10 de setembro de 2009. |                                                                         |
| Sede         | Barra Nova             | 930                | Criado pela Lei Municipal nº 2.057, de 10 de setembro de 2009. |                                                                         |
| Sede         | Bom Jesus              | 800                | Criado pela Lei Municipal nº 2.057, de 10 de setembro de 2009. |                                                                         |
| Sede         | Boqueirão da Arara     |                    | Criado pela Lei Municipal nº 3.688, de 14 de dezembro de 2023. | Parte do território do bairro encontra-se no distrito de Guararu.       |
| Sede         | Boqueirãozinho         |                    | Criado pela Lei Municipal nº 3.688, de 14 de dezembro de 2023. |                                                                         |
| Sede         | Cabatan                | 1.845              | Criado pela Lei Municipal nº 2.057, de 10 de setembro de 2009. |                                                                         |
| Sede         | Camará                 |                    | Criado pela Lei Municipal nº 3.688, de 14 de dezembro de 2023. |                                                                         |
| Sede         | Campo Grande           | 669                | Criado pela Lei Municipal nº 2.057, de 10 de setembro de 2009. | Perímetro alterado pela Lei Municipal nº 3.688, 14 de dezembro de 2023. |
| Sede         | Camurupim              | 1.391              | Criado pela Lei Municipal nº 2.057, de 10 de setembro de 2009. |                                                                         |
| Sede         | Capuan                 | 4.648              | Criado pela Lei Municipal nº 2.057, de 10 de setembro de 2009. |                                                                         |
| Sede         | Carrapicho             |                    | Criado pela Lei Municipal nº 3.688, de 14 de dezembro de 2023. |                                                                         |
| Sede         | Centro                 | 1.801              | Criado pela Lei Municipal nº 2.057, de 10 de setembro de 2009. |                                                                         |
| Sede         | Cigana                 | 4.007              | Criado pela Lei Municipal nº 2.057, de 10 de setembro de 2009. |                                                                         |
| Sede         | Cipó                   | 748                | Criado pela Lei Municipal nº 2.057, de 10 de setembro de 2009. |                                                                         |
| Sede         | Conjunto Metropolitano | 11.153             | Criado pela Lei Municipal nº 2.057, de 10 de setembro de 2009. |                                                                         |
| Sede         | Córrego do Alexandre   |                    | Criado pela Lei Municipal nº 3.688, de 14 de dezembro de 2023. |                                                                         |
| Sede         | Cumbuco                | 1.461              | Criado pela Lei Municipal nº 2.057, de 10 de setembro de 2009. |                                                                         |
| Sede         | Curicaca               | 4.669              | Criado pela Lei Municipal nº 2.057, de 10 de setembro de 2009. |                                                                         |
| Sede         | Garrote                | 1.122              | Criado pela Lei Municipal nº 2.057, de 10 de setembro de 2009. |                                                                         |
| Sede         | Genipabu               | 5.649              | Criado pela Lei Municipal nº 2.057, de 10 de setembro de 2009. | Perímetro alterado pela Lei Municipal nº 3.688, 14 de dezembro de 2023. |
| Sede         | Grilo                  | 3.409              | Criado pela Lei Municipal nº 2.057, de 10 de setembro de 2009. |                                                                         |
| Sede         | Guagiru                | 4.666              | Criado pela Lei Municipal nº 2.057, de 10 de setembro de 2009. |                                                                         |
| Sede         | Icaraí                 | 9.957              | Criado pela Lei Municipal nº 2.057, de 10 de setembro de 2009. |                                                                         |
| Sede         | Iparana                | 5.582              | Criado pela Lei Municipal nº 2.057, de 10 de setembro de 2009. |                                                                         |
| Sede         | Itambé                 | 10.566             | Criado pela Lei Municipal nº 2.057, de 10 de setembro de 2009. |                                                                         |
| Sede         | Itapoã                 | 2.315              | Criado pela Lei Municipal nº 2.057, de 10 de setembro de 2009. |                                                                         |
| Sede         | Jandaiguaba            | 5.765              | Criado pela Lei Municipal nº 2.057, de 10 de setembro de 2009. |                                                                         |
| Sede         | Japuara                |                    | Criado pela Lei Municipal nº 3.688, de 14 de dezembro de 2023. |                                                                         |
| Sede         | Jardim Icaraí          | 2.198              | Criado pela Lei Municipal nº 2.057, de 10 de setembro de 2009. |                                                                         |
| Sede         | Junco                  |                    | Criado pela Lei Municipal nº 3.688, de 14 de dezembro de 2023. |                                                                         |
| Sede         | Lagoa do Banana        | 1.548              | Criado pela Lei Municipal nº 2.057, de 10 de setembro de 2009. |                                                                         |
| Sede         | Lagoa dos Porcos       | 139                | Criado pela Lei Municipal nº 2.057, de 10 de setembro de 2009. | Perímetro alterado pela Lei Municipal nº 3.688, 14 de dezembro de 2023. |
| Sede         | Lago Verde             | 64                 | Criado pela Lei Municipal nº 2.057, de 10 de setembro de 2009. |                                                                         |
| Sede         | Mangabeira             |                    | Criado pela Lei Municipal nº 3.688, de 14 de dezembro de 2023. |                                                                         |
| Sede         | Mestre Antônio         | 2.509              | Criado pela Lei Municipal nº 2.057, de 10 de setembro de 2009. |                                                                         |
| Sede         | Nova Cigana            | 6.644              | Criado pela Lei Municipal nº 2.057, de 10 de setembro de 2009. |                                                                         |
| Sede         | Novo Pabussu           | 3.099              | Criado pela Lei Municipal nº 2.057, de 10 de setembro de 2009. |                                                                         |
| Sede         | Pabussu                | 1.270              | Criado pela Lei Municipal nº 2.057, de 10 de setembro de 2009. |                                                                         |
| Sede         | Pacheco                | 2.255              | Criado pela Lei Municipal nº 2.057, de 10 de setembro de 2009. |                                                                         |
| Sede         | Padre Júlio Maria      | 5.982              | Criado pela Lei Municipal nº 2.057, de 10 de setembro de 2009. |                                                                         |
| Sede         | Padre Romualdo         | 2.860              | Criado pela Lei Municipal nº 2.057, de 10 de setembro de 2009. |                                                                         |
| Sede         | Parque Leblon          | 7.261              | Criado pela Lei Municipal nº 2.057, de 10 de setembro de 2009. |                                                                         |
| Sede         | Parque Soledade        | 12.145             | Criado pela Lei Municipal nº 2.057, de 10 de setembro de 2009. |                                                                         |
| Sede         | Patrícia Gomes         | 1.250              | Criado pela Lei Municipal nº 2.057, de 10 de setembro de 2009. |                                                                         |
| Sede         | Pau Branco             |                    | Criado pela Lei Municipal nº 3.688, de 14 de dezembro de 2023. |                                                                         |
| Sede         | Paumirim               | 2.138              | Criado pela Lei Municipal nº 2.057, de 10 de setembro de 2009. |                                                                         |
| Sede         | Planalto Caucaia       | 5.156              | Criado pela Lei Municipal nº 2.057, de 10 de setembro de 2009. |                                                                         |
| Sede         | Porteiras              |                    | Criado pela Lei Municipal nº 3.688, de 14 de dezembro de 2023. |                                                                         |
| Sede         | Riachão                |                    | Criado pela Lei Municipal nº 3.688, de 14 de dezembro de 2023. | Parte do território do bairro encontra-se no distrito de Mirambé.       |
| Sede         | Santa Edwiges          |                    | Criado pela Lei Municipal nº 3.688, de 14 de dezembro de 2023. |                                                                         |
| Sede         | Sobradinho             | 187                | Criado pela Lei Municipal nº 2.057, de 10 de setembro de 2009. |                                                                         |
| Sede         | Tabapuá                | 7.384              | Criado pela Lei Municipal nº 2.057, de 10 de setembro de 2009. |                                                                         |
| Sede         | Tabapuá Brasília       | 6.386              | Criado pela Lei Municipal nº 2.057, de 10 de setembro de 2009. |                                                                         |
| Sede         | Tabuba                 | 6.857              | Criado pela Lei Municipal nº 2.057, de 10 de setembro de 2009. |                                                                         |
| Sede         | Toco                   | 705                | Criado pela Lei Municipal nº 2.057, de 10 de setembro de 2009. | Perímetro alterado pela Lei Municipal nº 3.688, 14 de dezembro de 2023. |
| Sede         | Urucutuba              | 415                | Criado pela Lei Municipal nº 2.057, de 10 de setembro de 2009. | Perímetro alterado pela Lei Municipal nº 3.688, 14 de dezembro de 2023. |
| Sítios Novos | Anil                   |                    | Criado pela Lei Municipal nº 3.688, de 14 de dezembro de 2023. |                                                                         |

Fontes: IBGE e Prefeitura de Caucaia.
*Dados do Censo Demográfico de 2022.

## Outras divisões administrativas

### Zonas eleitorais
Segundo o Tribunal Regional Eleitoral do Ceará (TRE-CE), Caucaia é divida em três zonas eleitorais:
- 37ª zona
- 120ª zona
- 123ª zona